# Brevipalpus portalis
Brevipalpus portalis är en spindeldjursart som beskrevs av Baker och James P. Tuttle 1972. Brevipalpus portalis ingår i släktet Brevipalpus och familjen Tenuipalpidae. Inga underarter finns listade.